# Haematopota altimontana
Haematopota altimontana är en tvåvingeart som beskrevs av Dias 1993. Haematopota altimontana ingår i släktet Haematopota och familjen bromsar.
Artens utbredningsområde är Kongo. Inga underarter finns listade i Catalogue of Life.